# Tabliczka znamionowa

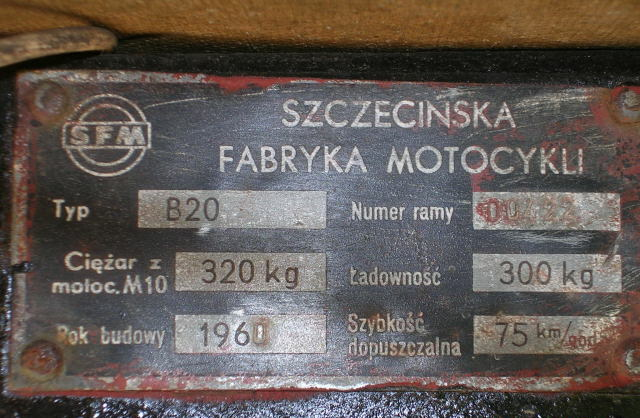
Tabliczka znamionowa motocykla Junak B-20

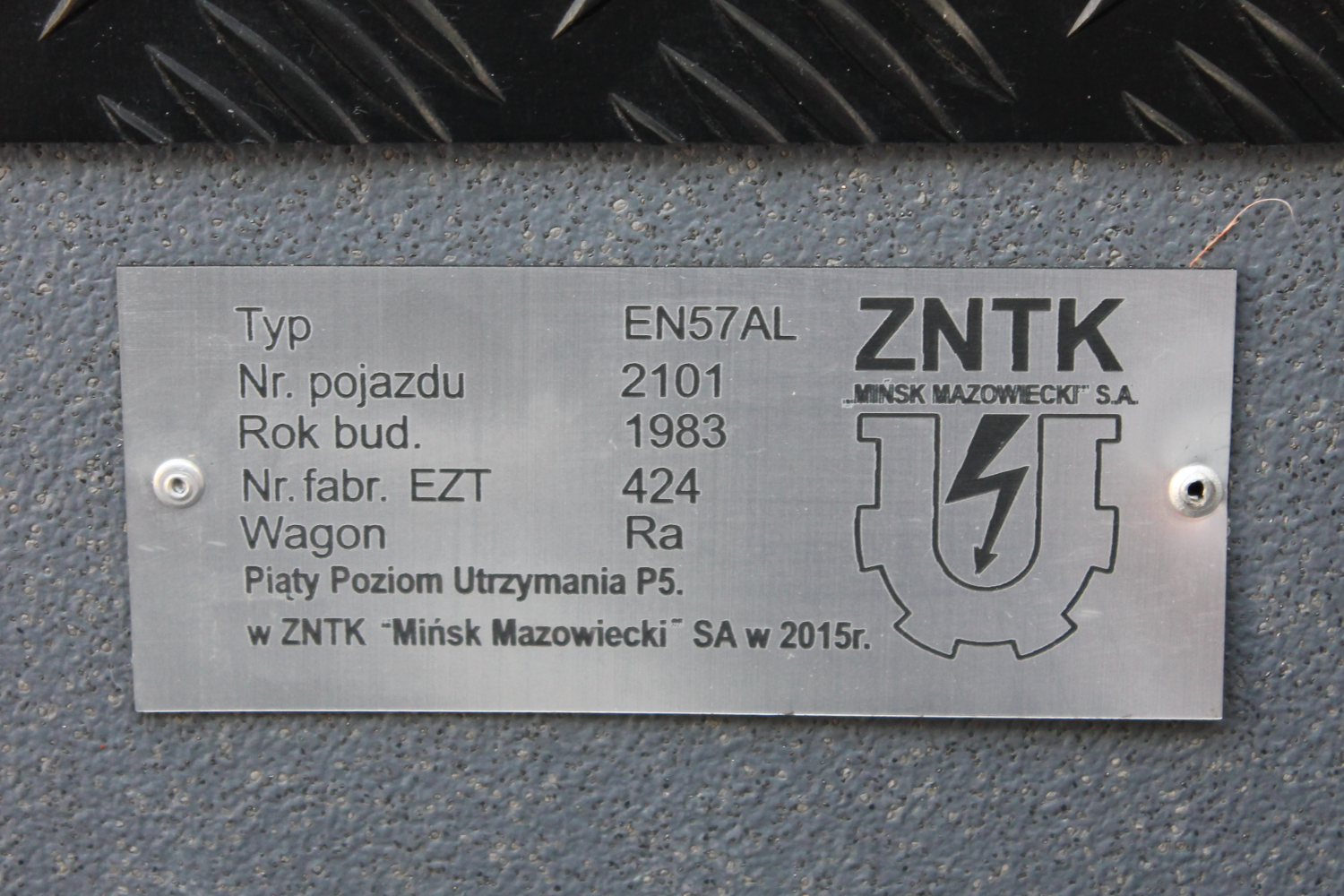
Tabliczka zmodernizowanego EZT serii EN57AL

Tabliczka znamionowa – tabliczka (najczęściej metalowa) trwale przymocowana do maszyny, urządzenia, aparatu, środka transportu itp., zawierająca krótki jego opis i podstawowe informacje, takie jak:
- nazwa,
- producent,
- rok produkcji,
- numer seryjny,
- podstawowe parametry, np. moc znamionowa, masa, ładowność,
- warunki pracy, np. napięcie zasilające,
- sposób podłączenia,
- klasa zasilania,
- certyfikat bezpieczeństwa.